# Didymiaceae
A Didymiaceae (ICN, az ICZN szerint: Didymiidae) a Myxogastria Physarales kládjának csoportja, 4 nemzetsége a Diderma, a Didymium, a Diachea és a Polyschismium, korábbi nemzetségei például a Lepidoderma és a Mucilago, melyek a Diderma, illetve a Didymium részei.

## Történet
A taxont Józef Tomasz Rostafiński írta le 1873-ban. 2000-ben 8 ismert nemzetsége volt, a Mucilago, a Trabrooksia, a Leptoderma, a Physarina, a Diachea, a Diderma, a Didymium és a Lepidoderma. 2019-ben módosult rendszertana, ettől kezdve csak a Diderma, a Didymium, a Lepidoderma és a Mucilago tartoztak ide. 2022-ben a típusfaj kivételével minden, korábban a Lepidodermához sorolt fajt átsoroltak Ronikier et al. az újra létrehozott Polyschismium nemzetségbe, mely többnyire nivikol fajokból áll. Castillo et al. 1998-ban létrehozta a Protophysaraceaet a Protophysarum phloiogenum számára, azonban 2010-ben Fiore-Donno et al. igazolták, hogy e faj a Didymiaceae rokona. 2013-ban Erastova et al. létrehozták a Kelleromyxaceae csoportot a Kelleromyxa fimicola számára, mivel az nem mutatott egyértelmű morfológiai vagy kémiai kapcsolatot más családokkal. Nandipati et al. 2012-ben rDNS-szekvenciák alapján a Didymiaceae és Physaraceae családokat egyaránt monofiletikusnak mutatták ki.
A csoport a Physarales hagyományos csoportosításának egyik családja, a másik a Physaraceae.
1998-ban Antes et al. igazolták, hogy a Didymium nigripes a mitokondriális tRNS-eket szerkeszti.
2019-ben Leontyev et al. a Diacheát a Lamprodermataceae és a Didymiaceae közti hiányzó láncszemként, a Leptodermát a Didymiaceae valószínű tagjaként írták le. 2023-ban García-Martín et al. parafiletikus csoportként írták le, mert a Physarales többi csoportja benne alakult ki, igazolták a Polyschismium létrehozásának helyességét, és hogy a Lepidoderma tigrinum a Diderma, a Mucilago a Didymium része, vagyis a korábbi meghatározások szerinti nemzetségek parafiletikusak voltak. Számos, korábban a Physaraceae Craterium nemzetségébe sorolt fajt a Diacheába soroltak, ennek megfelelően annak meghatározását módosították. Kimutatták továbbá, hogy a Didymiaceae a korábbi elemzések eredményeihez hasonlóan parafiletikus a Physaraceaere nézve, és a Protophysarum – mivel a Didymiaceaen belül van – nem alkot önálló családot.
2024-ben Scsepin et al. részleges 18S rDNS-, COI- és EF1α-elemzés alapján kimutatták, hogy a Diderma legnagyobb valószínűséggel polifiletikus nemzetség, mely 4 kládra osztható.

## Morfológia
Termőteste lehet gömbölyű vagy elliptikus.
Csoportokban lévő spórái sötétek. A Physaraceaehez hasonlóan mészkristályokat alkot termőteste különböző részeiben – például csöveiben, spóratartóiban vagy csomóiban –, de jelentősen különbözik a Physaraceaetől a kapillítium típusában, a perídium mészlerakódásainak alakjában, a kalciumvegyületek összetételében és a mészlerakódások kibocsátásának módjában. Perídiuma lehet egy-, két- vagy háromrétegű, és mészkristályai önállók lehetnek. Kapillítiuma lehet hálózatos vagy csomós, porcszerű vagy membrános. Nagy hasáb vagy csillag alakú mészlemezei lehetnek, melyek szabálytalanul, csillag alakban vagy körkörösen eshetnek szét. Nincs minden faján columella, amelyiken van, azon az is lehet meszes. Tönkje nincs vagy rövid. A Polyschismium számos faja tüskés spórájú. A kapillítium általában nem meszes. Legtöbb faja tönkje szubhipotallikus, ami az epihipotallikus tönk elvesztése után alakult ki.
A legtöbb ismeret a csoportról a termőtestek vizsgálatán alapul.

## Élőhely
A Polyschismium és a Diderma sok faja nivikol. Ezek tavasszal képeznek termőtestet az olvadó hó peremén, ha a hó az első erőteljes fagy előtt érkezik, és elég hosszú ideig tart, hogy fagypont felett maradjon a talajfelszín hőmérséklete. A nivikol fajok mellett vannak szukkulentikol, foliikol, lignikol és füves talajokban élő fajai is.

## Ökológia
A Tyrophagus putrescentiae élő és elhalt Didymium-plazmódiumokon, etáliumokon, sporangiumokon, spórákon és szkleróciumokon él, de azt nemcsak táplálékként használja, hanem lakhelyként is.

## Életciklus
Spóratartói lehetnek sporo-, plazmodiokarpikusak vagy etáliumosak, tönkjük lehet, de nincs minden fajnál. Azonos faj plazmódiumai egyesülhetnek, ezt nem magosztódás mediálja, mint az ivaros szaporodásnál, hanem önálló sejtmagokat megtartó sejtplazmamegosztás. Különböző fajok ritkán egyesülnek.

## Genetika
SSU rDNS-ei, α-tubulin- és COI génjei összehasonlítása alapján parafiletikus lehet. A Physarum és a Didymium LSU rDNS-ének összehasonlítása alapján a két nemzetség 400–500 millió évvel ezelőtt vált külön.
A Didymium nigripes többnyire egycitidines és -uridines inzertációk révén szerkeszti mitokondriális tRNS-eit. A tRNS-ek antikodontöveinél előfordulhat többféle nem Watson–Crick-féle bázispár – például a lizil-tRNS-ben U·G, a 2. metionil-tRNS-ben G·A, az 1.-ben pedig A·A található. Andes et al. feltételezései szerint ha az RNS-szerkesztés kotranszkripciós, a szerkesztési helyeken inzertációval nem rendelkező DNS-ek szerkesztetlen RNS-ből eredhetnek. Visomirski-Robic és Gott kimutatták, hogy a citidinhiányos RNS-eket alacsony CTP-koncentráció mellett termelik a mitokondriumok.

## Filogenetika
A Didymium iridis feltehetően fajkomplexumot alkot – legalább 7 ivaros biológiai faj és 50 ivartalan izolátum ismert.